# Luc Mbah a Moute
Luc Richard Mbah a Moute (Yaundé, 9 de septiembre de 1986) es un jugador de baloncesto camerunés que actualmente se encuentra sin equipo. Mide 2,03 metros de altura y juega en la posición de Alero. Tiene el estatus de príncipe en el pueblo en el que nació, Bia Messe, cerca de Yaundé, y es hijo del jefe electo del pueblo, Camille Mouté à Bidias. Su padre es un alto cargo del gobierno oficial, que dirige el Fondo Nacional de Empleo de Camerún. Es hermano del también jugador profesional Roger Moute a Bidias, y primo de Landry Nnoko.

## Trayectoria deportiva

### Universidad
Jugó durante 3 temporadas con los Bruins de la Universidad de California, Los Ángeles. En su primer año fue titular en 38 de los 39 partidos disputados por su equipo, promediando 9,1 puntos y 8,2 rebotes por partido. Su partido más completo lo disputó ante la Universidad de Oregón, consiguiendo 15 puntos y 10 rebotes, uno de los 8 dobles-dobles que logró a lo largo de la temporada. Fue también determinante para la victoria en las semifinales de la Final Four que su equipo disputó ante Louisiana State, logrando 17 puntos, 9 rebotes y dos robos de balón. Fue finalmente elegido como mejor novato de la Pacific Ten Conference.
En su segunda temporada promedió 8,2 puntos, y lideró a su equipo con 7,4 rebotes por partido. Inició muy bien el año, ya que en su primer partido logró su récord personal de anotación ante Brigham Young, anotando 24 puntos y capturando 11 rebotes, pero su juego se volvió intermitente, combinando buenas actuaciones con otras mediocres. Su equipo volvió a disputar la Final Four, pero no fue tan determinante su aportación como el año anterior.
Ya en su temporada júnior su juego se resintió por culpa de las lesiones, que le alejaron de las pistas durante 6 partidos. Aun así consiguió una gran actuación en la Final de la NCAA ante Memphis, logrando 13 puntos y 12 rebotes, que no impidieron la derrota de su equipo.
En sus tres temporadas en la NCAA, promedió 8,7 puntos y 7,3 rebotes por partido. El 16 de junio de 2008 anunció su intención de renunciar a su último año como universitario, presentándose al Draft de la NBA.
Tras 34 años, Mbah a Moute se convirtió en el primer jugador de los Bruins en disputar 3 Final Four consecutivas, después de que lo lograran en los años 70 Bill Walton, Jamaal Wilkes y Greg Lee. Andre Hutson y Charlie Bell, de Michigan State, han sido los otros dos jugadores que lo han logrado a lo largo de la historia de la competición universitaria.

#### Estadísticas
| Año     | Equipo | PJ  | PT  | MPP  | %TC  | %3P  | %TL  | RPP | APP | ROB | TPP | PPP |
| ------- | ------ | --- | --- | ---- | ---- | ---- | ---- | --- | --- | --- | --- | --- |
| 2005–06 | UCLA   | 39  | 38  | 29.5 | .538 | .132 | .723 | 8.2 | 1.3 | 1.1 | .6  | 9.1 |
| 2006–07 | UCLA   | 35  | 35  | 29.9 | .492 | .222 | .570 | 7.4 | 1.9 | 1.7 | .8  | 8.2 |
| 2007–08 | UCLA   | 33  | 32  | 29.0 | .478 | .200 | .689 | 6.0 | 1.5 | 1.0 | .5  | 8.8 |
| Total   | Total  | 107 | 106 | 29.5 | .503 | .215 | .668 | 7.2 | 1.6 | 1.3 | .6  | 8.7 |

### Profesional

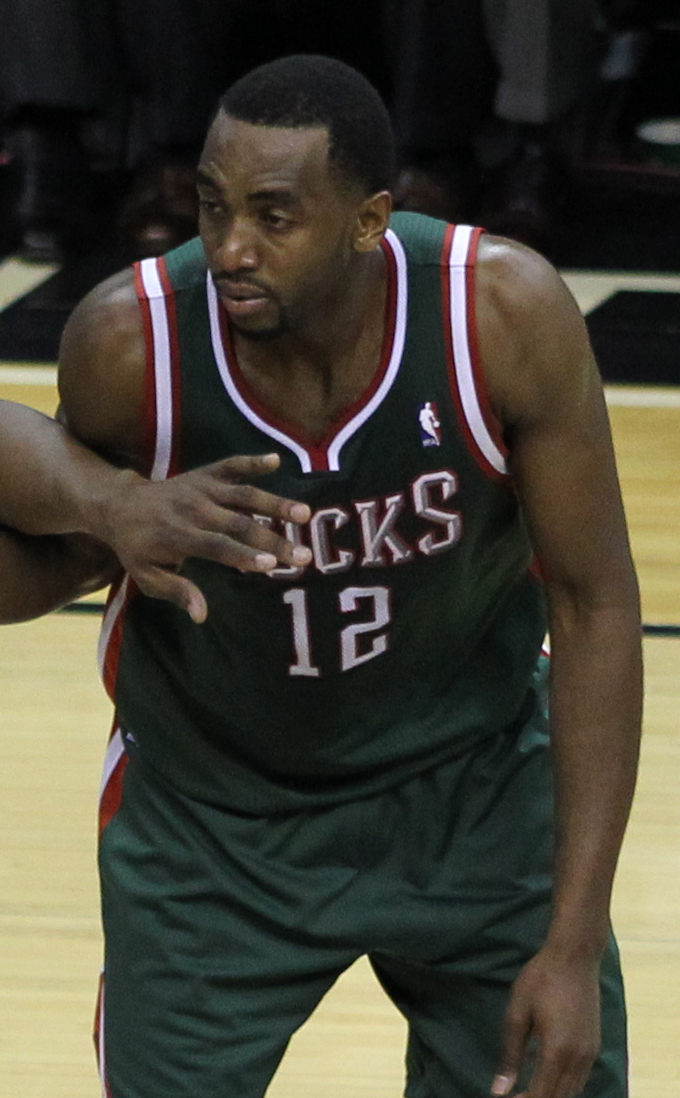
Mbah a Moute con los Bucks en 2011.

Fue elegido en la trigesimoséptima posición, en la segunda ronda del 2008 por Milwaukee Bucks, equipo con el que formó un contrato multianual el 8 de julio de ese mismo año. Disputó 5 partidos de la Liga de Verano que se desarrolló en Las Vegas, promediando 9,0 puntos y 6,6 rebotes por partido.
Tras cinco temporadas en Milwaukee, el 12 de julio de 2013, fue traspasado a los Sacramento Kings a cambio de dos futuras segundas rondas del draft.
El 26 de noviembre de 2013, fue traspasado a los Minnesota Timberwolves a cambio de Derrick Williams.
El 23 de agosto de 2014, fue traspasado a los Philadelphia 76ers en un acuerdo de tres equipos que involucró a los Cleveland Cavaliers y a los Timberwolves.
El 14 de julio de 2015, Luc firmó un contrato con los Sacramento Kings. Sin embargo, dos días después, su contrato fue anulado por los Kings tras no pasar las pruebas físicas del equipo. El 1 de agosto de 2015, Luc formó parte del equipo de África que compitió en el primer partido africano de la NBA de 2015, el cual fueron derrotados por el equipo del mundo por 101-97.
El 25 de septiembre de 2015, Mbah a Moute firmó un contrato con Los Angeles Clippers.
El 17 de julio de 2017 firmó un contrato con los Houston Rockets.
El 19 de julio de 2018 firmó un contrato con para volver a Los Angeles Clippers. Pero tras disputar cuatro encuentros, el 23 de octubre de 2018, se lesiona la rodilla izquierda, en un encuentro ante los New Orleans Pelicans. Tras su periodo de recuperación, el 7 de abril de 2019, los Clippers prescinden de sus servicios.
El 6 de julio de 2020, los Rockets vuelven a firmar a Luc Mbah a Moute, para sustituir a Thabo Sefolosha de cara a la reanudación de la temporada 2019-20.

## Estadísticas de su carrera en la NBA

### Temporada regular
| Año     | Equipo        | PJ  | PT  | MPP  | %TC  | %3P  | %TL  | RPP | APP | ROB | TPP | PPP |
| ------- | ------------- | --- | --- | ---- | ---- | ---- | ---- | --- | --- | --- | --- | --- |
| 2008-09 | Milwaukee     | 82  | 52  | 25.8 | .462 | .000 | .729 | 5.9 | 1.1 | 1.1 | .5  | 7.2 |
| 2009-10 | Milwaukee     | 73  | 62  | 25.6 | .480 | .353 | .699 | 5.5 | 1.1 | .8  | .5  | 6.2 |
| 2010-11 | Milwaukee     | 79  | 52  | 26.5 | .463 | .000 | .707 | 5.3 | .9  | .9  | .4  | 6.7 |
| 2011-12 | Milwaukee     | 43  | 22  | 23.5 | .510 | .250 | .641 | 5.3 | .7  | .9  | .5  | 7.7 |
| 2012-13 | Milwaukee     | 58  | 45  | 22.9 | .401 | .351 | .571 | 4.4 | .9  | .7  | .2  | 6.7 |
| 2013-14 | Sacramento    | 9   | 5   | 21.8 | .469 | .333 | .692 | 3.0 | 1.7 | 1.0 | .6  | 4.4 |
| 2013-14 | Minnesota     | 55  | 2   | 14.7 | .447 | .214 | .685 | 2.2 | .4  | .4  | .2  | 3.3 |
| 2014-15 | Philadelphia  | 67  | 61  | 28.6 | .395 | .307 | .589 | 4.9 | 1.6 | 1.2 | .3  | 9.9 |
| 2015-16 | L.A. Clippers | 75  | 61  | 17.0 | .454 | .325 | .526 | 2.3 | .4  | .6  | .3  | 3.1 |
| 2016-17 | L.A. Clippers | 80  | 76  | 22.3 | .505 | .391 | .678 | 2.2 | 0.5 | 1.0 | 0.4 | 6.1 |
| 2017-18 | Houston       | 61  | 15  | 25.6 | .481 | .364 | .684 | 3.0 | .9  | 1.2 | .4  | 7.5 |
| 2018-19 | L.A. Clippers | 4   | 0   | 15.3 | .444 | .333 | .400 | 1.8 | .5  | .3  | .3  | 5.0 |
| 2019-20 | Houston       | 3   | 0   | 8.3  | .400 | .000 | .500 | .7  | -   | .6  | -   | 1.7 |
| Total   | Total         | 689 | 453 | 23.3 | .454 | .334 | .659 | 4.1 | .9  | .9  | .4  | 6.4 |

### Playoffs
| Año   | Equipo        | PJ | PT | MPP  | %TC  | %3P  | %TL   | RPP | APP | ROB | TPP | PPP |
| ----- | ------------- | -- | -- | ---- | ---- | ---- | ----- | --- | --- | --- | --- | --- |
| 2010  | Milwaukee     | 7  | 7  | 25.4 | .520 | .000 | .600  | 5.6 | .7  | .3  | .0  | 9.1 |
| 2013  | Milwaukee     | 4  | 4  | 34.0 | .435 | .000 | .722  | 3.5 | 1.8 | 1.0 | .0  | 8.3 |
| 2016  | L.A. Clippers | 5  | 5  | 15.6 | .667 | .000 | 1.000 | 2.0 | .2  | .6  | .0  | 1.8 |
| 2017  | L.A. Clippers | 7  | 7  | 32.0 | .395 | .313 | .700  | 4.9 | 1.0 | 1.1 | .6  | 7.6 |
| 2018  | Houston       | 9  | 0  | 16.6 | .250 | .200 | .571  | 2.4 | .3  | .7  | .4  | 2.8 |
| Total | Total         | 32 | 23 | 23.9 | .418 | .216 | .667  | 3.8 | .7  | .7  | .3  | 5.8 |